# Richard Lee I
Richard Lee I (Shropshire, 1617 – Virginia, 1664) è stato un militare, politico e possidente terriero britannico.
È noto in particolare per essere stato il padre del politico e possidente Richard Lee II, nonno del possidente Henry Lee I e di Thomas Lee, governatore della Virginia, bisnonno del politico Henry Lee II, trisavolo del generale Henry Lee III e quadrisavolo del generale Robert Edward Lee, leader dell'esercito sudista durante la guerra di secessione americana. Fu inoltre trisavolo del presidente Zachary Taylor.
Fu il primo membro della famiglia Lee a giungere in America dalla nativa Inghilterra e per questo si guadagnò il soprannome di "The Immigrant" ("L'immigrato").
Al momento della sua morte, Lee era uno dei più importanti proprietari terrieri della colonia della Virginia con possedimenti per più di 52.000 m2, nonché uno degli uomini più ricchi dell'area.

## Biografia

### I primi anni
Lee era figlio di John Lee I (c. 1588-1630), figlio a sua volta di Richard Lee di Coton Hall (1563-1621), figlio a sua volta di sir John Lee di Coton Hall (1530-1605). Lee giunse a Jamestown all'età di 22 anni col solo patronato personale di uno degli uomini più influenti della regione, sir Francis Wyatt, il primo governatore della colonia della Virginia.
Nel 1643 il nuovo governatore, sir William Berkeley (1606–1677), su raccomandazione di sir Francis Wyatt, nominò Lee al ruolo di "Attorney General" della colonia.
Lee venne impiegato a Jamestown come segretario della colonia e fu un fedele sostenitore di re Carlo I d'Inghilterra, ma i suoi incarichi pubblici si bloccarono bruscamente nel 1649 quando Oliver Cromwell prese il potere in Inghilterra. Fu inoltre Alto Sceriffo e colonnello della milizia locale durante il medesimo periodo.

### L'acquisto delle prime terre
Parallelamente iniziò l'attività di coltivatore di tabacco, impegnandosi quindi anche nella sua lavorazione e commercializzazione. Venne coinvolto anche nella tratta degli schiavi verso le Americhe, preoccupandosi in particolare di gestire e trovare impiego a quegli "schiavi a tempo determinato" che accettavano un passaggio in nave verso il nuovo continente in cambio di sette anni di lavoro non retribuito.
Lee commerciò anche in pellicce con gli indiani locali, il che fu uno dei motivi per cui ben presto venne costretto ad abbandonare Jamestown ed a portarsi a vivere nei pressi dei territori indiani alla frontiera. Acquistò i primi terreni per la costituzione di una tenuta a nord del fiume York presso Poropotank Creek, in quella che successivamente diverrà la contea di Gloucester. Col primo denaro guadagnato acquistò in loco una tenuta di 4 km2 il 10 agosto 1642 oltre al diritto di cestire trentotto immigrati che non erano stati in grado di pagare il loro passaggio in nave verso le Americhe che egli stesso aveva portato con sé da Breda nel 1650. La prima casa di Lee era posta lunga il fiume nei pressi di Tindall's Creek, non lontano dalla comunità indiana di Capahosic Wicomico. Il 18 aprile 1644, orde di indiani powhatan massacrarono i coloni nell'area sotto la guida del loro capo, Opchanacanough. In tutto gli indiani locali uccisero 300 inglesi, ma vennero respinti da un rapido contrattacco; gli inglesi, tuttavia, finirono per abbandonare gli insediamenti nell'area. Lo stesso Lee fuggì e si insediò con la sua famiglia a New Poquoson, in una penisola tra il fiume York ed il James River, un'area più al sicuro da eventuali attacchi. La famiglia qui rimase per i successivi nove anni, acquistando in tutto 360.000 m2 di terreno e riavvicinandosi a Jamestown.
Il 20 agosto 1646 acquistò 5 km² di terreno presso il fiume Pamunkey nella contea di York (poi contea del Nuovo Kent). Lee non si impegnò mai nella lavorazione profonda di queste terre, ma anzi nel 1648 le scambiò per una identica metratura presso Capahosic, mantenendo per sé 1,6 km2 nell'area.

### La politica coloniale
Lee divenne un membro della House of Burgesses della contea di York dal 1647 sino al 1651, e nel 1649 venne nominato membro del consiglio del governatorato locale. Col titolo di Segretario di Stato, si piazzò come seconda autorità dopo quella del governatore, sir William Berkeley (1606–1677). In quello stesso anno, però, re Carlo I d'Inghilterra venne decapitato a Londra e Oliver Cromwell prese il controllo dello stato e delle colonie. Nelle colonie più che a Londra, ad ogni modo, il controllo di Cromwell faticò a giungere e pertanto anche Richard Lee I rimase tra i lealisti di Carlo I prima e di suo figlio Carlo II poi. Nel 1650, Lee si portò con un viaggio nei Paesi Bassi per riportare le aderenze dei lealisti della Virginia a Carlo II (erede al trono inglese dopo la morte del padre, il quale viveva appunto in esilio nei Paesi Bassi), ma a lui toccò poi anche l'onere di negoziare la capitolazione della Virginia al Commonwealth, riuscendo comunque a strappare condizioni soddisfacenti al governo di Cromwell. Dopo queste operazioni, ad ogni modo, decise di ritirarsi dalla vita pubblica per coltivare i propri interessi privati.

### L'espansione dei possedimenti terrieri
Lee, dopo essersi ritirato dalla vita pubblica, iniziò ad acquistare sempre più terre, in particolare nella penisola tra York ed il fiume Rappahannock. Dopo la conclusione della pace con gl indiani e la riapertura delle terre a nord di York agli insediamenti inglesi nel 1649, Lee acquistò 2 km2 di terra il 24 maggio 1651, un terreno adiacente al cosiddetto "War Captain's Neck". In quello stesso anno acquistò altri 2 km2 di terreno presso Poropotank Creek. Vendette nel contempo 0,6 km2 dei suoi terreni originari presso Poropotank Creek. Quest'ultima operazione gli lasciò ancora in mano ad ogni modo 3,4 km2 di terreno che divenne noto come la tenuta di "Paradise" dove risiedette dal 1653 al 1656. Nel frattempo si interessò ancora una volta di commercio navale, aumentando ulteriormente la propria fortuna. Nel 1656 circa, spostò nuovamente la sua famiglia verso il Northern Neck, nella penisola formata tra i fiumi Rappahannock e Potomac. Abbandonando la tenuta di "Paradise", si insediò in nuovi terreni acquistati dagli indiani Wicomico (8 km2). Questa terra divenne nota col nome di "Dividing Creek" e si trovava nei pressi della moderna città di Kilmarnock dove fece costruire "Cobbs Hall" come sede della sua piantagione.
Acquistò poi altri 11 km2 nella contea del Northumberland (Virginia) presso Machodoc Creek, sino al fiume Potomac. Questo acquisto, concluso il 18 ottobre 1657, venne implementato il 5 giugno 1548 con altri 8 km2 di terreno nella medesima area. Questo terreno divenne poi noto col nome di "Mount Pleasant" dove verrà costruita la piantagione di "Lee Hall". acquisì poi altri 16 km2 di terra presso ilfiume Potomac, dove in seguito sorgerà la città di Washington, D.C. Nell'area sorgerà poi la piantagione di Mount Vernon.
Disponendo di molti terreni, Lee fu in grado di consolidare lo sviluppo di quattro grandi piantagioni: due nella contea di Gloucester ("War Captain's Neck" e "Paradise") e due nella contea di Northumberland ("Dividing Creek" e "Machodoc"). Acquisì inoltre la piantagione chiamata poi "Lee's Purchase" presso il fiume Potomac, nel Maryland.
Nel 1658 Lee acquistò una residenza a Stratford Langthorne, nella contea di Essex, all'epoca un piacevole sobborgo di Londra, dove si spostò col resto della famiglia nel 1661. Egli fece ciò di modo che i suoi figli potessero avere un'educazione più adeguata dal momento che i suoi due figli maggiori, John e Richard Lee II, erano giù studenti a Oxford. Era ad ogni modo non perse mai i contatti con la Virginia sia come proprietario terriero che come mercante e volle fermamente che i suoi figli continuassero tale attività, cosa che poi fecero.

### Gli ultimi anni
Nel 1663, Richard Lee, fece stendere il proprio testamento a Londra, il 6 febbraio, per poi tornare in Virginia per poter meglio sovrintendere ai suoi affari nella colonia. L'esatta data della sua morte è sconosciuta, ma probabilmente fu prima del 20 aprile 1664 e cioè quando suo figlio John entrò in possesso delle terre lasciategli da suo padre (John riuscì probabilmente a tornare in Virginia al seguito di suo padre.) Morì con tutta probabilità nella sua casa presso la tenuta di "Dividing Creeks", nella contea di Northumberland, in Virginia.
Secondo il testamento di Lee, tutti i suoi figli "ad eccezione di Francis se lo desidererà", avrebbero dovuto fare ritorno in Virginia. La sua proprietà a Stratford in Inghilterra doveva essere venduta per ripagare i debiti fatti per poter far studiare i suoi figli e provvedere una dote adeguata per le sue figlie, Elizabeth e Anne. Lee lasciò delle terre a tutti i suoi figli. In Virginia, lasciò "Dividing Creeks" e "Mocke Nock" alla vedova in usufrutto a vita, e dopo la morte di questa tali terreni sarebbero stati divisi tra i figli minori, mentre la piantagione di "Machodoc" sarebbe andata a John, quella di "Paradise" a Richard II, e "Paper-makers Neck" con "War Captain's Neck" a Francis, a William "la terra del Maryland e le restanti piantagioni e terre". Essendo stato coinvolto anche nella tratta degli schiavi lasciò alla vedova anche 5 schiavi "negri" per "prestarle servizio durante gli anni della sua vedovanza" e 10 servitori inglesi. Concesse a John 10 schiavi "negri" e 10 servitori inglesi. Lasciò a Richard II i suoi contratti di gestione degli schiavi per la piantagione di "Paradise", ed a Francis 5 schiavi "negri" e 10 servitori inglesi.
Sua moglie Anne si risposò dopo la sua morte con Edmund Lister, prima del 24 settembre 1666.

## Matrimonio e figli
Richard sposò Anne Constable, figlia di Francis Constable, pubblicista londinese. La coppia ebbe i seguenti figli:
1. John Lee (1643–1673) di "Mount Pleasant", morì celibe
2. colonnello Richard Lee II di "Paradise", detto "the Scholar" (1647–1715), che sposò Laetitia Corbin (c.1657–1706), figlia di Henry Corbin, Sr (1629–1676) e di Alice (Eltonhead) Burnham (c.1627–1684). Antenato del generale Robert E. Lee
3. Francis Lee (1648–1714), mercante in Inghilterra, sposò Tamar
4. Henry Lee (1650–1696)[5]
5. capitano William Lee (1651–1696), sposò Alice Felton nel 1675 e fu padre di quattro figli
6. capitano Hancock Lee (1653–1709) di "Ditchley", sposò in prime nozze Mary Kendall (1661–1694); in seconde nozze sposò Sarah Elizabeth Allerton (1671–1731), figlia del colonnello Isaac Allerton, Jr. (1630–1702) (figlio di Isaac Allerton della Mayflower e nipote di William Brewster della Mayflower) e della sua seconda moglie, Elizabeth (Willoughby). Fu nonno del presidente Zachary Taylor.
7. Elizabeth (Betsey) Lee (1654–1714), sposò in prime nozze Leonard Howson Sr (1648–1704); in seconde nozze John Turberville (1650–1728), figlio di George Turberville IV (1638-c.1659) e di Bridget
8. Anne Lee (1654–1701), sposò il maggiore Thomas Youell Jr (1644–1695), figlio di Thomas Youell (1615–1655) e di Anne Sturman (m. 1672)
9. capitano Charles Lee Sr (1655–1701) di "Cobbs Hall", sposò Elizabeth Medstand, figlia di Thomas Medstand (−1675). Antenato della famiglia Manning, di Eli Manning e di Peyton Manning
10. Anne Lee (1655), morta infante